# 青春の輝き〜ベスト・オブ・カーペンターズ
『青春の輝き〜ベスト・オブ・カーペンターズ』（せいしゅんのかがやき ベスト・オブ・カーペンターズ、TWENTY-TWO HITS OF THE CARPENTERS）は、カーペンターズが1995年に発売した日本向け独自編集のベスト・アルバム。発売元はA&Mレコード、日本国内はポリドール（ユニバーサルミュージック）。
初版CDの規格品番はPOCM-1540（MARKETED BY PolyGram K.K.）。

## 解説
1995年に放送された日本のテレビドラマ『未成年』で「青春の輝き」「トップ・オブ・ザ・ワールド」 が起用され劇中でもカーペンターズの楽曲が使用されるなどしたため注目を集めた。オリコン集計で累計200万枚を突破した。
翌1996年2月25日には、カセットテープでも発売された（規格品番：POTM-1540）。
1997年には200万枚突破を記念してコレクターズナンバー入りのスリーヴケースに収められた、24金蒸着仕様のGOLD CDが発売された（規格品番：POCM-9022)。
1999年にはカーペンターズのデビュー30周年を記念して「デジタルリマスター盤」が発売された（規格品番：POCM-1585）。
発売から7年で出荷枚数300万枚を突破し、2003年には300万枚突破を記念してGOLD CD仕様の「スペシャル・エディション盤」が発売された（規格品番：UICY-9245）。
2005年には本作の発売10周年を記念して「10周年記念エディション盤」が発売された（規格品番：UICY-1311〜2）。Disc-2には16曲のインストゥルメンタル（オリジナルカラオケ）が収録されている。
2009年にはカーペンターズの結成40周年を記念してオリジナルと同品番で再発された。

## 収録曲
1. 青春の輝き（原題：I Need to Be in Love）
2. 愛のプレリュード（原題：We've Only Just Begun）
3. スーパースター（原題：Superstar）
4. 雨の日と月曜日は (原題：Rainy Days and Mondays)
5. トップ・オブ・ザ・ワールド (原題：Top of the World)
6. シング (原題：Sing)
7. オンリー・イエスタデイ (原題：Only Yesterday)
8. 涙の乗車券（原題：Ticket to Ride）
9. 愛にさよならを（原題：Goodbye to Love）
10. 小さな愛の願い（原題：It's Going to Take Some Time）
11. マスカレード（原題：This Masquerade）
12. スウィート・スマイル（原題：Sweet, Sweet Smile）
13. 愛は夢の中に（原題：I Won't Last a Day Without You）
14. ソリテアー（原題：Solitaire）
15. プリーズ・ミスター・ポストマン（原題：Please Mr. Postman）
16. ハーティング・イーチ・アザー（原題：Hurting Each Other）
17. 見つめあう恋（原題：There's a Kind of Hush）
18. ジャンバラヤ（原題：Jambalaya (On the Bayou)）
19. ふたりの誓い（原題：For All We Know）
20. タッチ・ミー（原題：Touch Me When We're Dancing）
21. 遙かなる影（原題：(They Long to Be) Close to You）
22. イエスタデイ・ワンス・モア（原題：Yesterday Once More）

## 参加ミュージシャン
- カレン・カーペンター - ボーカル、ドラムス
- リチャード・カーペンター - ボーカル、キーボード
- ジョー・オズボーン - ベース
- ハル・ブレイン - ドラムス
- トニー・ペルーソ - ギター